# Claviger testaceus
Claviger testaceus är en skalbaggsart som beskrevs av Preyssler 1790. Claviger testaceus ingår i släktet Claviger, och familjen kortvingar. Enligt den finländska rödlistan är arten sårbar i Finland. Arten är reproducerande i Sverige. Artens livsmiljö är torra gräsmarker.